# Aokigahara
Aokigahara (青木ヶ原, »Travnik modrih dreves«), znan tudi kot Morje dreves (樹海, Džukai), je gozd na severozahodnem pobočju gore Fudži na otoku Honšu na Japonskem, ki uspeva na 30 kvadratnih kilometrih strjene lave, ki jo je povzročil zadnji večji izbruh gore Fudži leta 864 n. št. Zahodni rob Aokigahare, kjer je več jam, ki se pozimi napolnijo z ledom, je priljubljena destinacija za turiste in šolske izlete. Deli Aokigahare so zelo gosti in porozna kamnina iz lave absorbira zvok, kar prispeva k občutku samote, ki ga nekateri obiskovalci pripisujejo gozdu.
Gozd ima zgodovinski sloves kot dom jūrei - duhov mrtvih v japonski mitologiji. Vsaj od 1960-ih je Aokigahara postal povezan s samomori, sčasoma je postal znan pod vzdevkom »samomorilski gozd« in pridobil sloves enega najbolj uporabljanih mest za samomor na svetu. Zaradi tega znaki na začetku nekaterih poti pozivajo samomorilne obiskovalce, naj pomislijo na svoje družine in se obrnejo na združenje za preprečevanje samomorov.

## Geografija
Gozdna tla večinoma sestavljajo vulkanske kamnine. Določene poti vodijo do številnih turističnih znamenitosti, kot so ledena jama Narusava, vetrna jama Fugaku in netopirska jama jezera Sai, ki so tri večje lavine jame v bližini gore Fudži, ledena jama pa je zamrznjena vse leto.
Aokigahara je bil napačno prikazan kot kraj, kjer navigacijski kompasi ne delujejo pravilno. Igle magnetnih kompasov se bodo premaknile, če jih postavite neposredno na lavo, in se bodo uskladile z naravnim magnetizmom kamnine, ki se glede na lokacijo razlikuje glede na vsebnost železa in moč. Vendar pa se kompas obnaša po pričakovanjih, če ga držimo na normalni višini. Japonske kopenske samoobrambne sile že od leta 1956 izvajajo tečaje za nadzornike, vključno z navigacijskim usposabljanjem v gozdu.

## Rastlinstvo in živalstvo
Sesalci so azijski črni medved (Ursus thibetanus), mali japonski krt (Mogera imaizumii), netopirji, miši, jeleni, lisice, merjasci, divji zajci, japonske kune in japonske veverice (Sciurus lis). Med ptice sodijo velika sinica, vrbova sinica, dolgorepa sinica, veliki žolna, mali žolna, grmovnica, šojka, japonska belooka, japonski drozg, rjavoglavi drozg, sibirski drozg, Hodgsonova kukavica, japonski divji kljun, mala kukavica, črnolični strnad, orientalska grlica in navadna kukavica.
Obstajajo hrošči in druge žuželke, vključno s številnimi vrstami metuljev, tudi v notranjosti gozda gospica (Argynnis paphia), Chrysozephyrus smaragdinus, Celastrina argiolus, Celastrina sugitanii, Curetis acuta, Favonius jezoensis, Neptis sappho, Parantica sita in beli C (Polygonia c-album).
Gozd ima različne iglavce in širokolistna drevesa ter grmovnice, vključno z: japonska pacipresa (Chamaecyparis obtusa), japonska kriptomerija (Cryptomeria japonica), Pinus densiflora, japonski beli bor (Pinus parviflora), Tsuga sieboldii, javorji Acer distylum, Acer micranthum, Acer sieboldianum, Acer tschonoskii, breza Betula grossa, aralije Chengiopanax sciadophylloides (kot Acanthopanax sciadophylloides a.k.a. Eleutherococcus sciadophylloides), Clethra barbinervis, Enkianthus campanulatus, trdoleska Euonymus macropterus, Ilex pedunculosa, Ilex macropoda, Pieris japonica, japonska češnja (Prunus jamasakura), hrast Quercus mongolica var. crispula, Rhododendron dilatatum, Skimmia japonica f. repens, japonska jerebika Sorbus commixta (kot Sorbus americana ssp. japonica) in Toxicodendron trichocarpum (kot Rhus trichocarpa). Prevladujoča drevesna vrsta med 1000 in 1800 metri nadmorske višine je severnojaponski mišjak Tsuga diversifolia, od 1800 do 2200 metrov pa Veitchova srebrna jelka Abies veitchii.
Globlje v gozdu je veliko zelnatih cvetočih rastlin, vključno z Artemisia princeps, osat Cirsium nipponicum var. incomptum, Corydalis incisa, Enoletna suholetnica Erigeron annuus, krvomočnica Geranium nepalense, japonska astra Kalimeris pinnatifida, Maianthemum dilatatum, Oplismenus undulatifolius in japonski dresnik (Reynoutria japonica (sin. Polygonum cuspidatum)). Tu so tudi mikoheterotrofni Monotropastrum humile, pogoste jetrnice, številni mahovi in številne praproti. Na gozdnih robovih je veliko več vrst.

## Samomori
Aokigahara se včasih omenja kot najbolj priljubljeno mesto za samomor na Japonskem.  Leta 2003 so v gozdu našli 105 trupel, kar je preseglo prejšnji rekord 78 iz leta 2002. Leta 2010 je policija zabeležila več kot 200 ljudi, ki so poskušali storiti samomor v gozdu, od tega jih je 54 dejanje dokončalo. Število samomorov naj bi se povečalo marca, ob koncu proračunskega leta na Japonskem. Od leta 2011 je bil najpogostejši način samomora v gozdu obešanje ali prevelik odmerek mamil. V zadnjih letih so lokalni uradniki prenehali objavljati številke, da bi zmanjšali povezanost Aokigahare s samomorom.
Zaradi stopnje samomorov so uradniki na vhodu v gozd postavili znak, ki poziva samomorilne obiskovalce, naj poiščejo pomoč in si ne vzamejo življenja. Policija, prostovoljci in novinarji izvajajo letne preiskave trupel od leta 1970.
Priljubljenost lokacije je bila pripisana romanu Nami no Tō (»Stolp valov«) Seiča Macumota iz leta 1961. Vendar pa je zgodovina samomorov v Aokigahari pred objavo romana in kraj je že dolgo povezan s smrtjo; ubasute so tam morda izvajali vse do 9. stoletja in v gozdu domnevno strašijo jūrei tistih, ki so ostali umreti.